# 约翰尼斯·斯科特勒
约翰尼斯·斯科特勒（德語：Johannes Schöttler，1984年8月27日—），德国男子羽毛球運動員，擅長雙打項目。

## 簡歷
2010年9月，约翰尼斯·斯科特勒出戰參加碧特博格黃金大獎賽，與英格·金德沃克在男子雙打決賽中以0比2（16-21、16-21）負於丹麥的對手，得到亞軍。
2013年8月，约翰尼斯·斯科特勒參加中國廣州舉行的世界羽毛球錦標賽，與英格·金德沃克出戰男子雙打項目，首圈以2-0淘汰紐西蘭組合晉級，但在第二圈就以1比2（21-16、14-21、10-21）不敵13號種子、中華台北的李勝木/蔡佳欣出局。
2015年8月，约翰尼斯·斯科特勒參加印尼雅加達舉行的世界羽毛球錦標賽，與麦克·福克斯合作出戰男子雙打項目，他們在首圈以2-0擊敗荷蘭組合晉級，但在第二圈就以0比2（13-21、8-21）不敵5號種子、中國的傅海峰/张楠出局。

## 主要比賽成績
只列出曾進入準決賽的國際賽事成績：
| 年份   | 賽事                     | 公開賽級別 | 項目     | 拍檔              | 成績   |
| ------ | ------------------------ | ---------- | -------- | ----------------- | ------ |
| 2008年 | 比利時羽毛球國際賽       | 國際挑戰賽 | 男子雙打 | 英格·金德沃克     | 準決賽 |
| 2008年 | 碧特博格羽毛球大獎賽     | 大獎賽     | 男子雙打 | 克里斯托夫·霍普   | 亞軍   |
| 2008年 | 碧特博格羽毛球大獎賽     | 大獎賽     | 混合雙打 | 比尔吉德·奥维泽尔 | 準決賽 |
| 2008年 | 義大利羽毛球國際賽       | 國際挑戰賽 | 男子雙打 | 克里斯托夫·霍普   | 冠軍   |
| 2008年 | 義大利羽毛球國際賽       | 國際挑戰賽 | 混合雙打 | 比爾吉德·奧維澤爾 | 亞軍   |
| 2009年 | 荷蘭羽毛球國際賽         | 國際挑戰賽 | 混合雙打 | 比尔吉德·奥维泽尔 | 冠軍   |
| 2009年 | 荷蘭羽毛球大獎賽         | 大獎賽     | 男子雙打 | 克里斯托夫·霍普   | 冠軍   |
| 2009年 | 挪威羽毛球國際賽         | 國際挑戰賽 | 男子雙打 | 克里斯托夫·霍普   | 亞軍   |
| 2009年 | 愛爾蘭羽毛球國際賽       | 國際挑戰賽 | 混合雙打 | 桑德拉·马里涅罗   | 準決賽 |
| 2010年 | 碧特博格羽毛球黃金大獎賽 | 黃金大獎賽 | 男子雙打 | 英格·金德沃克     | 亞軍   |
| 2010年 | 比利時羽毛球國際賽       | 國際挑戰賽 | 男子雙打 | 英格·金德沃克     | 冠軍   |
| 2010年 | 比利時羽毛球國際賽       | 國際挑戰賽 | 混合雙打 | 桑德拉·马里涅罗   | 亞軍   |
| 2010年 | 荷蘭羽毛球大獎賽         | 大獎賽     | 男子雙打 | 英格·金德沃克     | 準決賽 |
| 2010年 | 法國羽毛球超級賽         | 超級賽     | 男子雙打 | 英格·金德沃克     | 亞軍   |
| 2010年 | 挪威羽毛球國際賽         | 國際挑戰賽 | 男子雙打 | 英格·金德沃克     | 冠軍   |
| 2010年 | 挪威羽毛球國際賽         | 國際挑戰賽 | 混合雙打 | 桑德拉·马里涅罗   | 準決賽 |
| 2011年 | 加拿大羽毛球大獎賽       | 大獎賽     | 男子雙打 | 英格·金德沃克     | 準決賽 |
| 2011年 | 荷蘭羽毛球大獎賽         | 大獎賽     | 男子雙打 | 英格·金德沃克     | 亞軍   |
| 2011年 | 印度羽毛球大獎賽         | 大獎賽     | 男子雙打 | 英格·金德沃克     | 準決賽 |
| 2012年 | 碧特博格羽毛球黃金大獎賽 | 黃金大獎賽 | 男子雙打 | 英格·金德沃克     | 冠軍   |
| 2012年 | 愛爾蘭羽毛球國際賽       | 國際系列賽 | 男子雙打 | 约舍·兹沃涅       | 亞軍   |
| 2013年 | 歐洲羽毛球混合團體錦標賽 | 其他       | 混合團體 | －                | 冠軍   |
| 2014年 | 歐洲男子羽毛球團體錦標賽 | 其他       | 男子團體 | －                | 季軍   |
| 2014年 | 碧特博格羽毛球黃金大獎賽 | 黃金大獎賽 | 男子雙打 | 麦克·福克斯       | 準決賽 |
| 2014年 | 意大利羽毛球國際賽       | 國際挑戰賽 | 男子雙打 | 麦克·福克斯       | 亞軍   |
| 2015年 | 危地馬拉羽毛球國際賽     | 國際挑戰賽 | 男子雙打 | 麦克·福克斯       | 冠軍   |
| 2015年 | 巴林羽毛球國際挑戰賽     | 國際挑戰賽 | 男子雙打 | 麦克·福克斯       | 準決賽 |
| 2015年 | 蘇格蘭羽毛球大獎賽       | 大獎賽     | 男子雙打 | 麦克·福克斯       | 冠軍   |
| 2015年 | 巴西羽毛球大獎賽         | 大獎賽     | 男子雙打 | 麦克·福克斯       | 準決賽 |
| 2015年 | 美國羽毛球國際賽         | 國際挑戰賽 | 男子雙打 | 麦克·福克斯       | 亞軍   |
| 2016年 | 歐洲男子羽毛球團體錦標賽 | 其他       | 男子團體 | －                | 季軍   |
| 2016年 | 奧地利羽毛球公開賽       | 國際挑戰賽 | 男子雙打 | 麦克·福克斯       | 準決賽 |
| 2016年 | 碧特博格羽毛球黃金大獎賽 | 黃金大獎賽 | 男子雙打 | 麦克·福克斯       | 亞軍   |
| 2017年 | 歐洲羽毛球混合團體錦標賽 | 其他       | 混合團體 | －                | 季軍   |

| 2007-2017年 | 首要超級賽 | 超級賽 | 黃金大獎賽 | 大獎賽 | 國際挑戰賽 | 國際系列賽 | 未來系列賽 | 其他 |

| 2018-2026年 | 總決賽 | 超級1000賽 | 超級750賽 | 超級500賽 | 超級300賽 | 超級100賽 | 國際挑戰賽 | 國際系列賽 | 未來系列賽 | 其他 |

### 奧運會和世錦賽參賽紀錄
|          | 搭檔              | 2009 | 2010 | 2011 | 2012       | 2013 | 2014 | 2015 | 2016       |
| -------- | ----------------- | ---- | ---- | ---- | ---------- | ---- | ---- | ---- | ---------- |
| 男子雙打 | 克里斯托夫·霍普   | 32強 | 32強 | －   | －         | －   | －   | －   | －         |
| 男子雙打 | 英格·金德沃克     | －   | －   | 32強 | 小組第三名 | 32強 | －   | －   | －         |
| 男子雙打 | 麦克·福克斯       | －   | －   | －   | －         | －   | 16強 | 32強 | 小組第三名 |
|          |                   |      |      |      |            |      |      |      |            |
| 混合雙打 | 比尔吉德·奥维泽尔 | 32強 | －   | －   | －         | －   | －   | －   | －         |
| 混合雙打 | 桑德拉·马里涅罗   | －   | 48強 | 48強 | －         | －   | －   | －   | －         |